# Aeroportul Regional Beauregard
Aeroportul Regional Beauregard (IATA: DRI, ICAO: KDRI, FAA LID: DRI) este un aeroport din Louisiana, Statele Unite ale Americii ce deservește zona DeRidder⁠(d).
Situat la o altitudine de 62 m, aeroportul dispune de 2 piste.

## Infrastructură

### Piste
Aeroportul dispune de 2 piste. Pista 14/32 are suprafața de asfalt și dimensiunile 4.220 picioare × 60 picioare. Pista 18/36 are dimensiunile 5.495 picioare × 100 picioare. 